# Гриценко Микола Іванович
Грице́нко Мико́ла Іва́нович (*17 вересня 1938, Ровеньки, Луганська область, УРСР) — український журналіст, поет. Член Національної спілки журналістів України. Творчий псевдонім  — Микола Тиницький.

## Життєпис

### Родовід

1942. Малий Микола з бабусею Мотрею Марківною. Фото зроблене німецьким солдатом

Батьки Миколи Гриценка: Іван Федорович і Софія Петрівна

Народився у становій козацькій родині села Тиниця, колишньої Бахмацької сотні Ніжинського полку. Батько  — Гриценко Іван Федорович (1909  — 1944), мати  — Софія Петрівна, до шлюбу теж Гриценко (1910  — 1989). Родовід родини Гриценків простежується аж до 1652 року, до Павла і Василя Гриценків, які були одними із засновників села Тиниця (у селі домінує прізвище Гриценко).
З початком окупації України більшовицькими військами у 1917-му родина Гриценків, як і інші заможні козацькі родини, потерпали від загарбників. З початком комуністичного геноциду 1932—1933 років сім'я, рятуючись від терору голодом, тікає на Донбас, до міста Ровеньки, там вже працював на шахті старший брат матері Павло, влаштувався шахтарем і Іван Федорович, а Софія Петрівна на склозавод. 1938 народився син Микола. Після звільнення Тиниці від сталіністів у вересні 1941 року родина відразу повертається до рідного села. Почали займатися сільським господарством на землі, поверненій по реституції з колгоспу.
Але 1943 до села повернулася влада Сталіна, і Софія Петрівна знову була примушена працювати у колгоспі. Іван Федорович влаштувався у Бахмачі на базі військового значення, яку називали «Поштова скринька № 16». У зв'язку з подіями Другої світової війни базу намагалися вивезти в Росію, тому батька Гриценка не мобілізували. Але коли 9 вересня 1943 село залишили війська вермахту, сталінський військомат направляє його на каторжні роботи з будівництва мостів через річку Прип'ять. На початку 1944 комуністи довели його до смерті: загинув у неволі, так і не побачивши свого другого сина  — Івана (1943  — 1995). Поховали Івана Федоровича в с. Новошепеличі, що в Чорнобильському районі.

### Дитинство, школа
Про свої дитячі роки говорить Микола Іванович:

| Восени 1945 року хлопчики і дівчатка з нашої вулиці Семененської пішли в перший клас. А мені не було ще й семи. Та все ж разом з ними почав ходити і я. Ходив поки не похолодало. Не було пальтечка і чобіток. Прийшла до нас додому вчителька Песляк Людмила Степанівна і запитує : «Чому це Миколка не ходить до школи?» Мати пошила бурки, з батькової шинелі — пальто. І знову я пішов до школи. Потім у нашому класі вчителькою стала Винниченко Тетяна Василівна. Вчилися ми у напівземлянках, у хатинах, в яких не було господарів. Спалили приміщення школи. Після семирічки довелося мені три роки ходити за 12 кілометрів у сусіднє село Григорівку Дмитрівського району. Десятирічку закінчив у 1955 року. Потім навчався в Тиницькій однорічній сільськогосподарській школі та Роменському технікумі |

### Перші проби пера
Про те, як почався творчий шлях, знову слово Миколі Івановичу:
| Писати вірші почав, навчаючись у восьмому класі. Вчитель української мови і літератури Лисенко К. М. дав завдання написати твір, і щоб обов’язково був епіграф. Полінувався добирати той епіграф, то ж сам написав римовані чотири рядки. Вчитель похвалив, мовляв, вдало, по темі. Одне лише зауваження: не вказано автора. Відтоді й почав я писати поезії про сільське життя, сатиричні вірші про колгоспні справи. Надсилав їх у Бахмацьку районну газету. Друкували. Одного разу навіть премію дали за перше місце в конкурсі на найкращий вірш — 50 карбованців. А потім стали замовляти і вірші, і статті на ту чи іншу тему. |

### Робота
З молодих років бачив своє майбутнє не інакше як пов'язане із селом. Мріяв стати агрономом. У колгоспі працював їздовим, на інших роботах. Обрали секретарем комсомольської організації.
Після закінчення сільгоспшколи вступив на заочне відділення Роменського сільськогосподарського технікуму.

### Журналістика

Три Гриценки: поет і журналіст Микола Іванович, поет і журналіст Микола Семенович, фотохудожник Микола Іванович

Однак мріям про кар'єру агронома не судилося справдитися. А причиною стало:
| Одного дня приїхав у село редактор районної газети Іван Васильович Бойко і запросив мене працювати в редакції. Наприкінці 1956 року вийшов на роботу. Одинадцять років працював літпрацівником, завідувачем сільськогосподарського відділу, відповідальним секретарем. Дуже допомагало те, що навчався в технікумі і отримав диплом молодшого агронома. Потім вступив на відділенні журналістики Заочної вищої партійної школи при ЦК КПСС. Отримав диплом журналіста. 1967-1969 — працював у Конотопській міськрайонній газеті на посадах відповідального секретаря і заступника редактора. В той час познайомився з кореспондентом сумської обласної газети «Ленінська правда» Володимиром Затуливітром. Ще тісніше здружилися після переїзду в Суми, коли призначили редактором обласної молодіжної газети «Червоний промінь». І в Бахмачі, і в Конотопі я готував літературні сторінки. До речі, в селі Пальчики Бахмацького району відкрив для України здібну поетесу Наталію Матюх. Отож і в молодіжці поставив за мету згуртувати творчу молодь. Разом із Затуливітром придумали назву і створили літстудію «Зажинок». Пригадую, один школяр аж із Вишневого їздив на засідання студії. Правда, із вчителем. Це був майбутній поет Олександр Вертіль. На літсторінці «Червоного променя» друкували свої твори Анатолій Гризун, Олександр Педяш, Василь Чубур, Олександр Вертіль та багато інших. Огляди поетичної пошти готував Микола Данько. Часто публікував добірки нових поезій Володимир Затуливітер. Доводилось замовляти для добірки вірш на патріотичну на той час тему. Пам’ятаю, одна з них починалася віршем «Хлопці з Комісарівки». Ми жили з Володимиром в одному будинку. Часто він приходив до нас на чашку кави і читав свої вірші на кухні. Часто влаштовували літературні вечори і в його квартирі на першому поверсі. Бувало, приходив Юрій Царик з портфеликом сухого вина. Слухали новації Затуливітра. Приїздив з Полтави поет Михайло Шевченко, були Володимир Яворівський, Василе Романчук з Молдови та багато інших відомих нині письменників. Отак і я набирався поетичного досвіду. Потроху писав у шухляду. Але зосередитися на поезії не давала напружена журналістська робота. |
З 1979 працює у редакції обласної газети «Ленінська правда». Спочатку на посаді заступника редактора. А з 1984  — головним редактором. З 1991 по 2004 — головний редактор обласної газети «Сумська новина». І в цих виданнях поезія друкувалася постійно. Іноді з'являлися і вірші Гриценка під псевдонімом Микола Тиницький.

### Гриценко— поет
| Повністю присвятити себе поезії зміг лише з виходом на пенсію. Вона в мені нуртувала і полилася, як водограй. |

### Творчий доробок

Микола Гриценко в юності

| Назва                | рік       | видавництво |
| -------------------- | --------- | ----------- |
| «Межа»               | (2004 р.) | Мрія        |
| «Дев'ятий вал»       | (2005 р.) | Мрія        |
| «Філософія бджоли»   | (2006 р.) | Мрія        |
| «Безконечник»        | (2007 р.) | Мрія        |
| «Медові повені»      | (2008 р.) | Мрія        |
| «Магія бджоли»       | (2010 р.) | Мрія        |
| «Україна-Бджоловина» | (2011 р.) | Мрія        |
| «Поліття»            | (2012 р.) | Мрія        |
| «Отавиця»            | (2013 р.) | Мрія        |

### Родина

Весільне фото. Микола і Антоніна Гриценки. 1961

Микола Гриценко і Володимир Затуливітер

Внучка Даринка і онук Данилко

Поетка Марійка Гриценко, онука М. І. Гриценка

Одружений, дружина  — Антоніна Іванівна (у 2011-му відсвяткували золоте весілля), син Володимир, дочка Вілена, невістка Софія, зять Тарас, внучки Марійка, Даринка, внук Данилко. Марійка, яка закінчила Українську банківську академію і отримала червоний диплом юриста, успадкувала також творчий ген, друкувала свої твори в колективних поетичних збірниках, тепер працює редактором в одному із журналів Санкт-Петербургу
Є правнучка Карина.

### Захоплення
Вже більше двадцяти років Микола Іванович захоплюється бджільництвом, що відбилося у деяких назвах книжок. У збірнику «Україна-Бджоловина» вміщено сто віршів про бджолу. Аналога подібного видання немає у світі.

### Нагороди
Нагороджений медалями «За сумлінну працю», «Ветеран праці», «За трудову доблесть».

### Рецензії
«І відчув я тут глибокі корені мої» (Дев'ятий вал поезії Миколи Гриценка)  — Вазген Балаян, «Ярмарок», 22.12.2005 р.
«Сповідь від імені бджоли»  — Василь Мартиненко, «Ярмарок», 27.06.2006 р.

### Журналістська бібліографія
«Радянське село», м. Бахмач Чернігівської області
| Назва                              | дата                 |
| ---------------------------------- | -------------------- |
| «В ювілейний вінок»                | 1 травня 1967 р.     |
| «Син двох матерів»                 | 22 липня 1967 р.     |
| «Слова від серця»                  | 5 серпня 1967 р.     |
| «Вірність» (нарис про тракториста) | 23 вересня 1967 р.   |
| «Делегат ІІ з'їзду Рад»            | 11 листопада 1967 р. |
| «Художник Олександр Шестопал»      | 21 листопада 1967 р. |

«Радянський прапор», м. Конотоп Сумської області
| Назва               | дата                 |
| ------------------- | -------------------- |
| «Материна гордість» | 20 липня 1968 р.     |
| «Гектар ставу»      | 13 вересня 1968 р.   |
| «Весняний полудень» | 26 листопада 1968 р. |

«Червоний промінь», м. Суми
| Назва                     | дата              |
| ------------------------- | ----------------- |
| «Дорогами Чехословаччини» | 12 січня 1974 р.  |
| «Врачанські зустрічі»     | 20 квітня 1971 р. |
| «Спасибі вам, наставники» | 25 травня 1974 р. |
| «Роки, виповнені піснями» | 9 жовтня 1976 р.  |

«Ленінська правда», м. Суми
| Назва                         | дата               |
| ----------------------------- | ------------------ |
| «Придане Насті Гриценко»      | 25 січня 1975 р.   |
| «Пам'ять серця»               | 9 травня 1978 р.   |
| «Здравець»                    | 12 січня 1980 р.   |
| «Твої дорогоцінні хвилини»    | 8 лютого 1980 р.   |
| «Чудеса» в Бошівці"           | 11 березня 1980 р. |
| «Сміливого куля боїться»      | 15 квітня 1980 р.  |
| «Найвищий злет життя»         | 31 жовтня 1980 р.  |
| «Мужнє село Стара Гута»       | 30 серпня 1981 р.  |
| «Мир — це життя»              | 31 серпня1982 р.   |
| «Диригент бджолиного царства» | 7 вересня 1984 р.  |

«Сумська новина»
| Назва            | дата             |
| ---------------- | ---------------- |
| «Нічний стрибок» | 8 травня 2003 р. |